# Quarantine (computerspel)
Quarantine is een first-person shooter/racespel uit 1994 ontwikkeld door Imagexcel. Vanwege het geweld was het spel destijds zeer controversieel.

## Gameplay
De speler neemt de rol van taxichauffeur Drake Edgewater in de post-apocalyptische stad KEMO. Door het vervoeren van passagiers dient de speler zo veel mogelijk geld te verdienen om de taxi met nieuwe wapens uit te rusten en de stad te ontsnappen. Hierbij moet de speler concurrerende taxi's en straatbendes uitschakelen.

## Verhaallijn
De stad KEMO was, net als het huidige Detroit, ooit geroemd wegens de productie van levitatievoertuigen. De criminele bendes hebben de economie echter doen instorten en KEMO voorzien van wanorde. In 2029 kondigde OmniCorp aan de stad schoon te vegen van het criminele tuig. Hun eerste stap was het plaatsen van een hoge 'defensieve' muur rondom de stad, dat na drie jaar af was. De enige toegangspoort werd vervolgens afgesloten wat de stad veranderde in een grote gevangenis. Dit zorgde er echter voor dat KEMO verder wegzakte in een neerwaartse spiraal van geweld. 
Tien jaar later, in 2043, besluit OmniCorp om de chemische gedragsveranderingsstof Hydergine 344 uit te testen op de inwoners van KEMO. Via de watertoevoer proberen ze de stof te verspreiden onder de inwoners, echter heeft dit een nare uitwerking. Door de reactie van het water op de chemische stof ontstaat zware hersenbeschadiging waardoor de helft van de bevolking veranderd in krankzinnige moordenaars.
Drake Edgewater, een taxichauffeur en een van de weinige die niet aangetast is door het virus, doet er alles aan om de stad te ontvluchten. Al zwevend in zijn levitatietaxi, uitgerust met verschillende wapens, pikt hij passagiers op en brengt ze veilig naar hun bestemming om daarmee geld te verdienen dat hij nodig heeft voor zijn wapenuitrusting en ontsnapping.